# 난바역 (난카이 전기 철도)
난바역(일본어: 難波駅) 또는 난카이 난바 역(南海 難波駅 なんかい なんば えき)은 일본 오사카부 오사카시 주오구와 나니와구에 걸쳐 있는 난카이 전기철도의 역이다. 오사카의 번화가 중 하나인 미나미의 관문이 되는 터미널로, 미도스지의 남단 부근에 있다.
역명은 오사카성 아래 난바신치 및 니시나리구 난바 마을에서 유래하지만 "難波"라는 한자는 "なにわ"로도 읽히기 때문에 역 구내나 차내 안내 표지판에서는 "なんば"의 히라가나 표기로 통일되어 있다.
난바신치(현, 주오구 난바)의 남단에 난카이 난바, 중앙에 오사카난바 역 및 지하철 센니치마에 선 승강장, 양자는 연결 가능한 곳에 지하철 미도스지 선 승강장이 위치하고 난바이리호리카와(현, 한신 고속 1호 환상선)을 끼고 서쪽으로 지하철 요쓰바시 선 승강장, 더 서쪽에는 JR 난바 역이 위치한다.

## 이용 가능 노선
- 난카이 전기철도 - 역 번호는 NK01
  -  난카이 본선 ( 공항선)
  -  고야 선
- 오사카시 고속 전기궤도
  -  미도스지 선 - 역 번호는 M20
  -  요쓰바시 선 - 역 번호는 Y15
  -  센니치마에 선 - 역 번호는 S16

난카이 난바 역은 난카이의 오사카 쪽 터미널이다. 현재도 호적상은 난카이 본선 단독역이지만, 복복선화에 의한 고야 선 열차도 발착하기 때문에 와카야마시, 간사이 국제공항, 고야 산, 센보쿠 뉴타운 방면의 열차가 발착하는 종합적인 터미널 역으로, 오사카역, 우메다역 등과 함께 오사카의 주요 역의 하나이다.
다음 역 · 노선과는 지하도 등을 통해서 환승이 가능하다.
- 오사카시 고속 전기궤도 - 난바 역
  - 미도스지 선 - 역 번호는 M20
  - 요쓰바시 선 - 역 번호는 Y15
  - 센니치마에 선 - 역 번호는 S16
- 긴키 닛폰 철도·한신 전기 철도 - 오사카난바 역
  - 긴테쓰 난바 선 (나라 선) - 역 번호는 A01
  - 한신 난바 선 - 역 번호는 HS 41
- 서일본 여객철도 - JR 난바 역
  - 간사이 본선 (야마토지 선)

## 역사

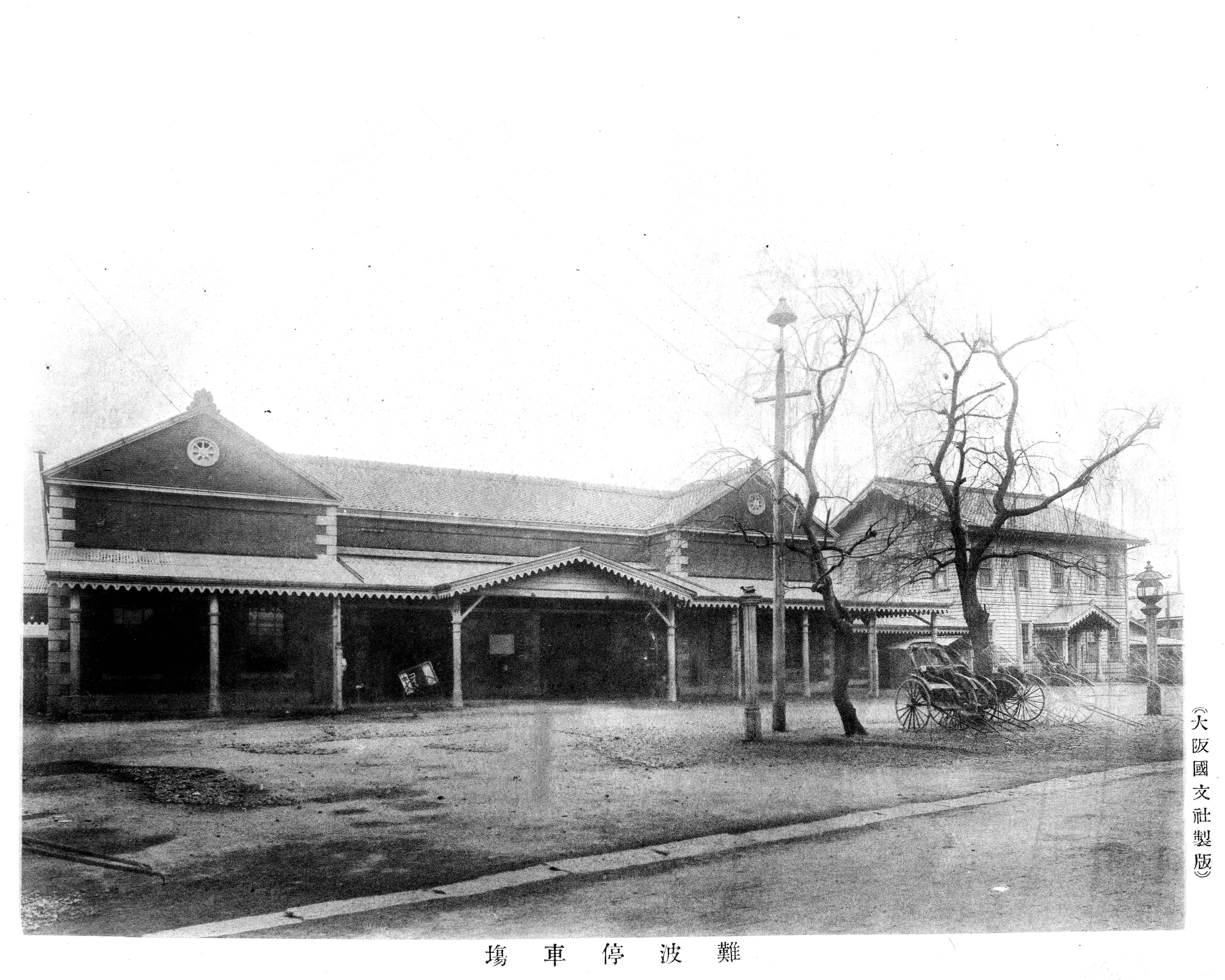
2대째 역사(한카이철도 시대)

- 1885년 12월 29일: 한카이 철도 역으로 개업(일본 최초의 사철 역사[1][2]).
- 1888년
  - 2월 4일: 초대 역사가 화재로 소실[3].
  - 9월 15일: 2대 역사 완공.
- 1898년 10월 1일: 회사 합병으로 난카이 철도의 역이 됨.
- 1911년 10월: 3대 역사 완공.
- 1925년 3월 15일: 기시노사토 역(현, 기시노사토타마데 역)의 연결선 개통으로 고야 선에 직통 운전 개시.
- 1932년 7월 9일: 4대 역사인 난카이 빌딩(등록 유형 문화재) 완성. 동월 15일에 다카시마야 오사카점(백화점 본점) 개업.
- 1937년 11월 1일: 덴가차야 역까지 고가화. 난바 역 고가 승강장 사용 개시[4].
- 1938년 9월 10일: 덴가차야 역까지 고가 복복선 완성[4].3대째 역사(난카이철도·다이쇼시대)

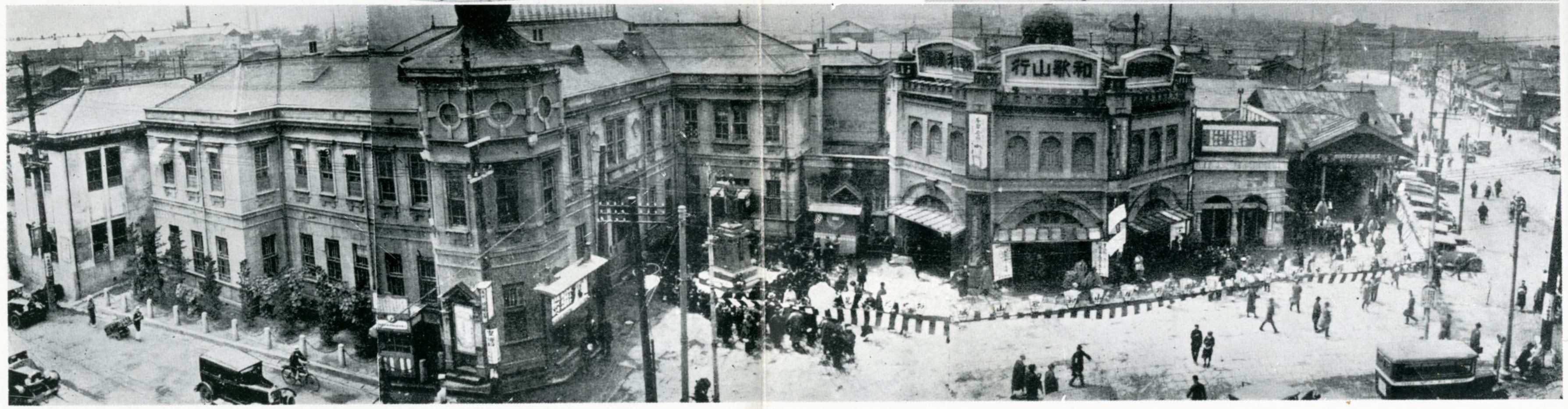
3대째 역사(난카이철도·다이쇼시대)

  - 고가 복복선화 준공 후에는, 빗형 승강장 9면 8선의 고가역이 되었다. 개찰구는 1층에 승강장은 2층에 있는 에스컬레이터를 설치, 출구는 2층에 있었다. 1,2번 승강장은 고야 선의 열차가 3,4번 승강장은 스미요시코엔 행 각역정차가 5,6번 승강장은 스미노에 이남 방면 보통 열차가 7,8번 승강장은 와카야마시 방면으로 가는 급행 열차가 발착했다.
- 1944년 6월 1일: 회사 합병으로 긴키 닛폰 철도의 역이 됨.
- 1947년 6월 1일: 노선 양도로 인한 난카이 전기철도의 역이 됨.
- 1974년 10월 27일: 제1기 개량 공사 완성. 난카이 본선 새로운 승강장 사용 개시[5].
- 1976년 11월 21일: 제2기 개량 공사 완성. 고야 선 새로운 승강장 사용 개시[5].
- 1980년
  - 11월 21일: 역 개량 공사로 기점을 0.2km가량 이마미야에비스 역 쪽으로 변경.
  - 11월 23일: 제3기 개량 공사 완성[5].
- 1994년 9월 4일: 간사이 국제공항 개항에 맞추어 8번 선의 하차 승강장을 9번 선("라피트" 전용)으로 개칭함과 동시에 주오구치에 항공기 탑승의 체크인 카운터(난바 CAT: 주로 JAL계가 메인)를 설치함. (2001년 폐쇄)
- 2003년 11월 7일: 난바 파크스(1기) 개업에 의하여 주오구치가 일부 개조됨.
- 2012년 4월 1일: NK01의 역 번호 도입.
- 2016년 2월 16일: 발차표를 반전 플랩식에서 액정 디스플레이(LCD)의 것으로 갱신 개시.

## 역 구조

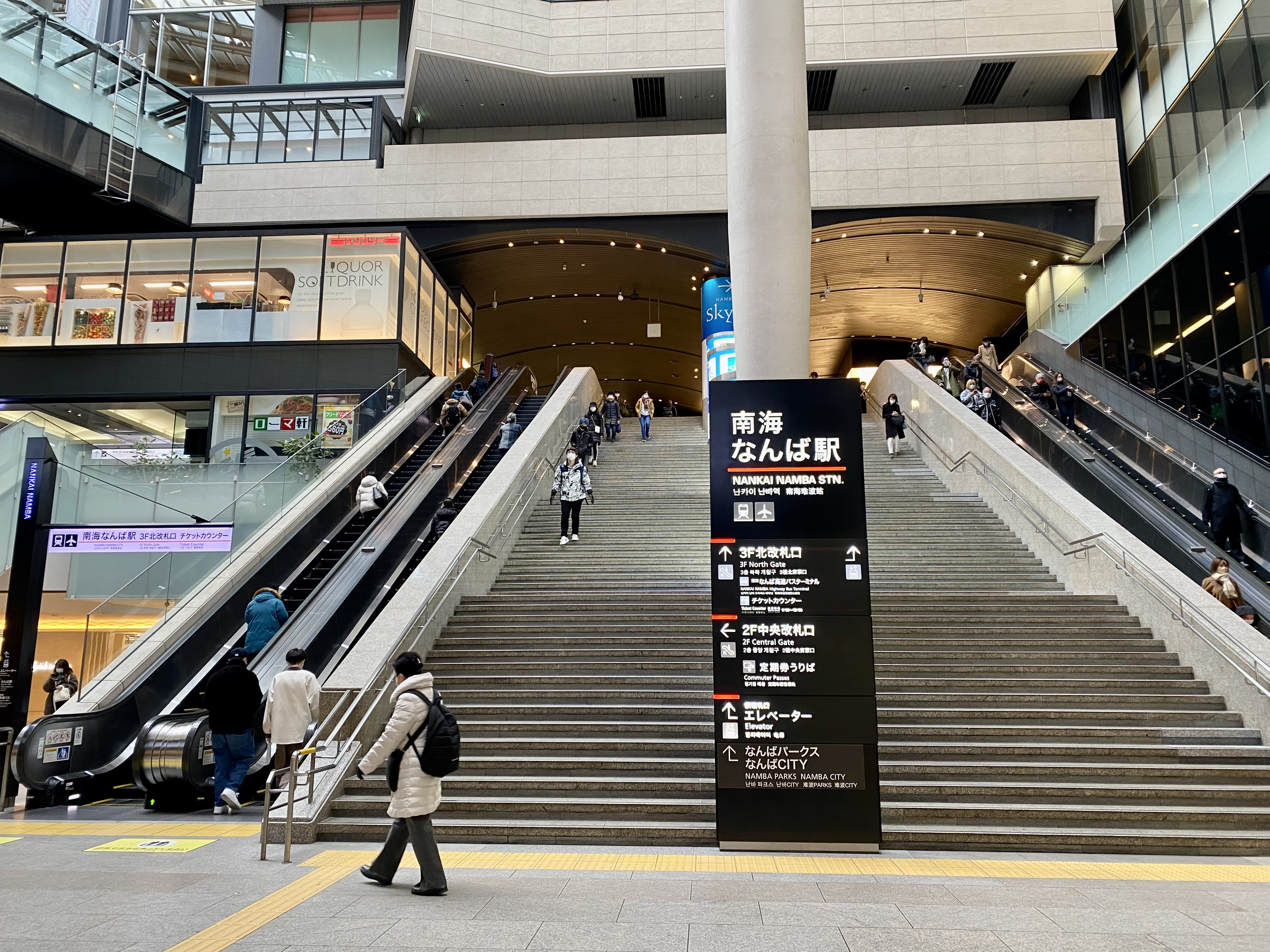
1층 북쪽 출구

빗형 승강장 9면 8선이 3층에 설치되어 있는 고가역이다. 안내 표시 역명판 등에는 "난바 역(なんば駅)"와 히라가나 표시로 통일되어 있지만 정식 표기는 한자의 난바(難波) 역인 승차권류 등으로 표기되고 있으며 본 역에는 난카이 본선의 기점을 나타내는 0km 포스트가 설치되어 있다.
역 정면에 백화점의 다카시마야 오사카점(난카이 빌딩)이 있고 역 위에 스위소텔 호텔 난카이오사카가 솟아 있다. 다카시마야는 오사카점이 본점이다.
1층 북쪽 출입구 쪽에서 3층 북쪽 개찰구까지는 큰 계단에서 연결되고 있으며 그 좌우에 4대의 에스컬레이터(상행 2대, 하행 2대)가 배치되어 있다. 그 외에, 2층 중앙 개찰구와 남쪽 개찰구가 있다. 중앙 개찰구와 남쪽 개찰구의 래치 내 콩코스는 승강장을 지나지 않고 연결 통로에서 오가는 일도 가능하다.
1990년대 중반에는 3층 북쪽 개찰구 래치 외 서쪽 상부에 3색 LED식 대형 안내판 "NANA"가 설치되어 연선 정보나 신문 뉴스, 점 등이 표시된 것이 있었지만 "불량 화소"등의 고장이 두드러지자 몇년 만에 철거되었다.
승강장은 9번 정류장까지 있어 1 ~ 4번 정류장에 고야 선의 열차가 5 ~ 9번 정류장에 난카이 본선의 열차가 발착한다. 기본적으로 9번 정류장에는 난카이 본선과 공항선의 공항 특급 "라피트"가 발착한다. 8번 정류장과 9번 정류장은 같은 선로를 공유하고 있으며 열차 종별에 의해서 사용 승강장을 쓰고 있으며 9번 정류장은 8번 정류장의 하차 승강장으로, 간사이 국제공항 개항 이후 현재의 형태가 되었다. 그래서 "라피트" 이외에도 9번 정류장에 도착하는 열차가 설정되어 있다. 행선지 안내기는 이 9번 정류장이 정비될 때까지 브라운관 모니터식이 사용되고, 그 후에는 플랩, LED병용식의 20년 이상 사용되었다. 또한, 이 스위치 안내기는 2016년 2월부터 순차적으로 4개 국어(일본어・영어・중국어・한국어) 표시에 대응하여 LCD식으로 교환되었다.
또, 9번 정류장 통로의 중간에는 중간 개찰 부스가 있어 "라피트" 승차에는 반드시 이곳을 지나게 된다. 2층 중앙 개찰구 중의 3층 9번 승강장으로 에스컬레이터의 승강구 부근에도 중간 개찰 부스가 있다. "라피트" 운전 개시 당초에는 여기서도 승차권, 특급권 확인이 이루어졌지만, 2000년대 이후부터는 차장이 항상 특급권 발권 상황을 실시간으로 파악하게 되었기 때문에 전용 개찰구는 없어졌지만 관계자들은 그대로 배치되어 있다.
난카이의 특급은 전체 차량 좌석 지정 "라피트"," 고우야,", "리은카은", "센보쿠 라이너"와 좌석 지정차인 것에 자유 좌석차도 연결된 "사잔"이 있어 지정석으로 승차에는 특급권(좌석 지정권)이 필요하다. 개찰구에는 특급권 발매 창구가 있지만 대합실에는 발매 창구가 없어 대신, 특급권 자동 매표기가 설치되어 있다. 단, 자동 매표기에서는 최근의 열차만을 발매하고 발차 20분 전부터 발매되고 있다(그 시점에서 만석일 때는 발매되지 않는다).
화장실은 개찰구 내에 4곳(북쪽 개찰구 동서 2개소, 중앙 개찰구 대합실 내 1개소, 남쪽 개찰구 대합실 내 1개소) 있다. 과거에는 북쪽 출입구 개찰 외, 중앙 개찰구 개찰 외, 중앙 개찰구 내 동쪽에도 있었는데, 리뉴얼 공사에 따른 2008년 2월과 2009년 1월, 2009년 9월에 각각 폐쇄되었고 터에는 개찰 외 2군데의 경우 매장 공간에 개찰 내는 업무용 공간으로 전환되었다. 또한, 코린트 양식의 역 빌딩인 남해 빌딩은 철도부 초대 건축 과장도 아닌 건축가의 쿠노 타카시가 설립한 쿠노 건축 사무소의 설계에 따른 것으로 1933년(쇼와 8년)에 준공. 크노 건축 사무소가 설계한 쇼와 초기를 대표하는 대형 근대 건축의 하나로 꼽힌다.
당역은 역장이 배치되어 당역만 각역 관리를 한다.
제2회 긴키의 역 백선 선정역이다.

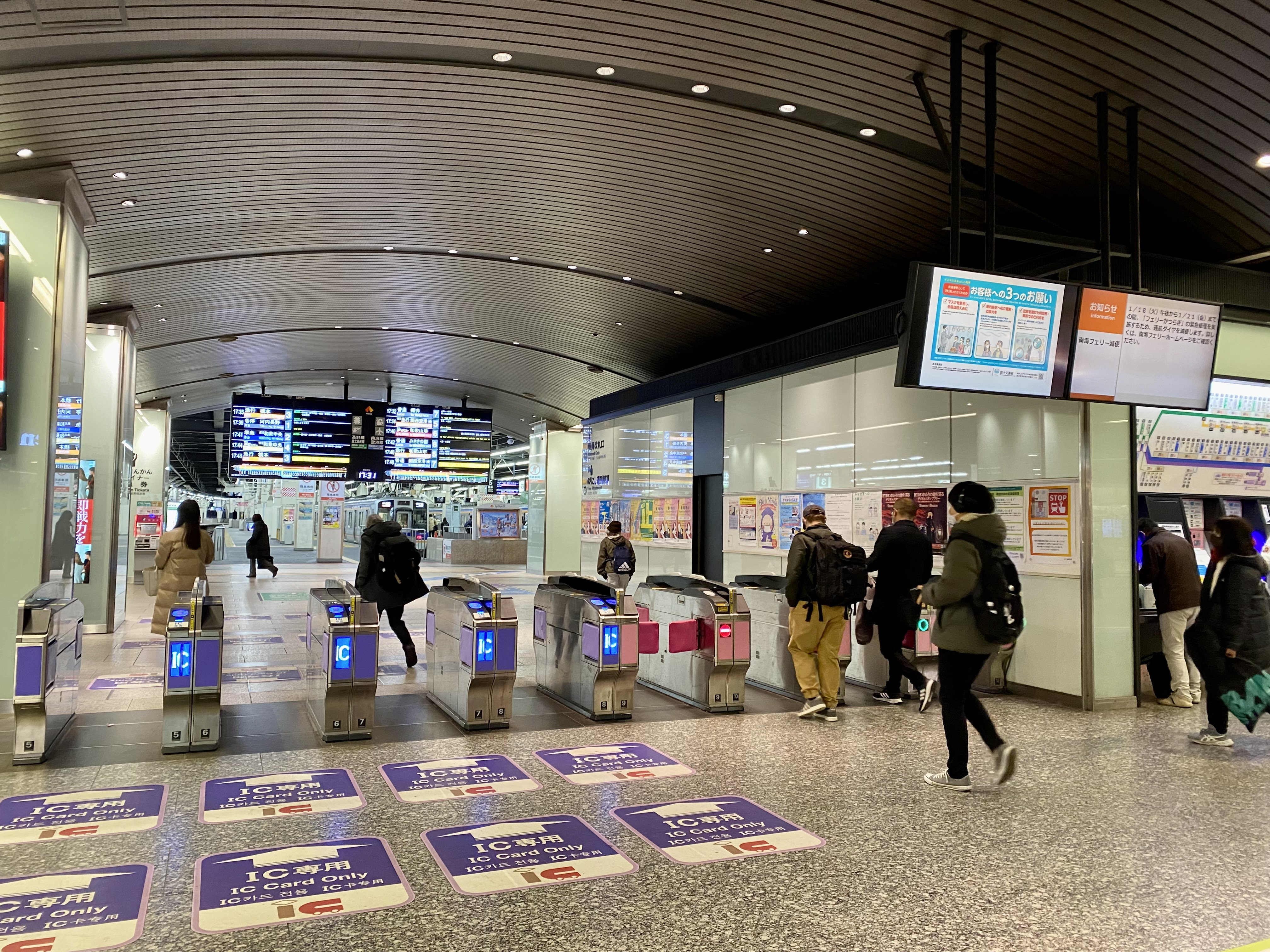
3층 북쪽 개찰구
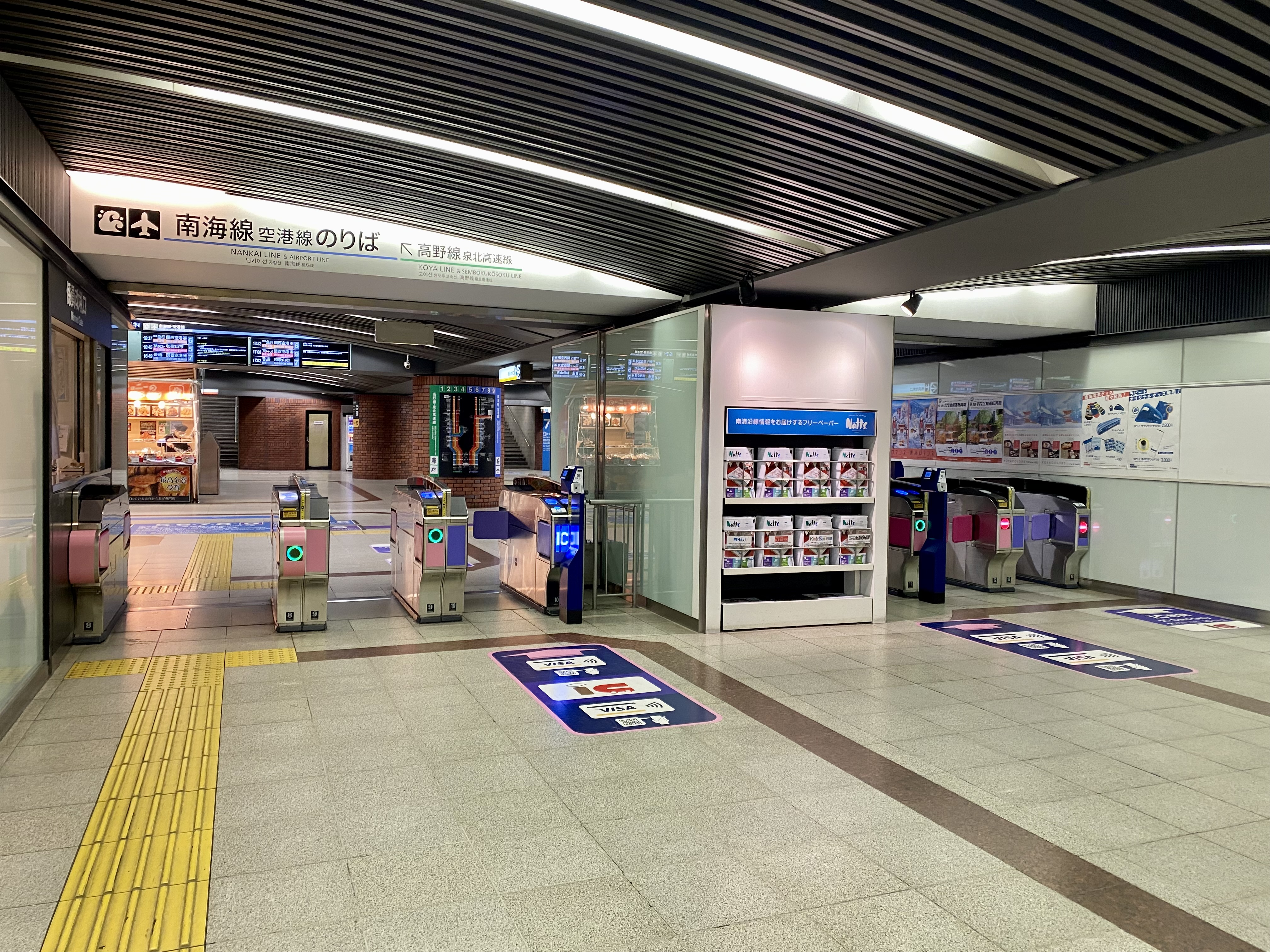
2층 중앙 개찰구
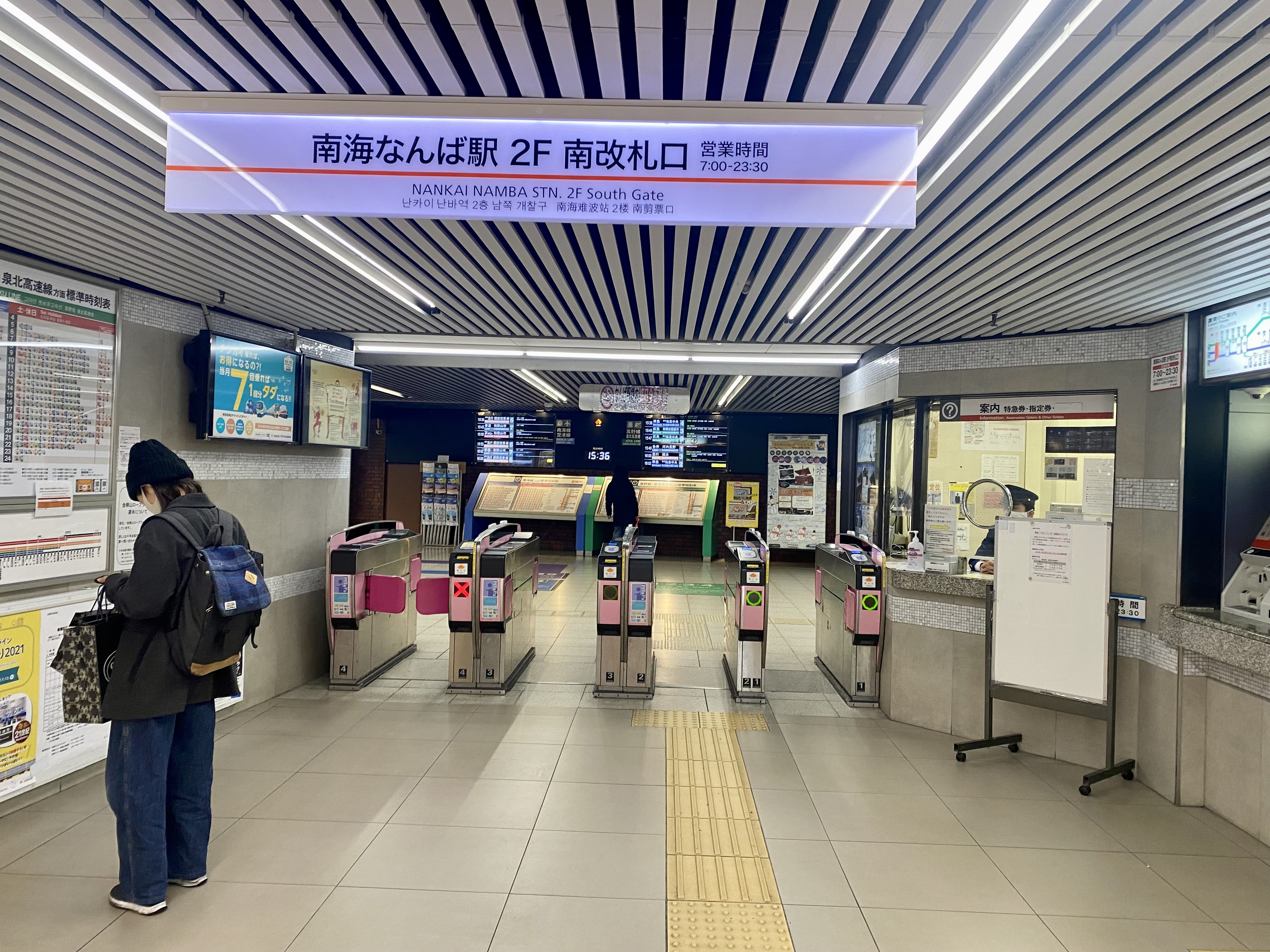
2층 남쪽 개찰구
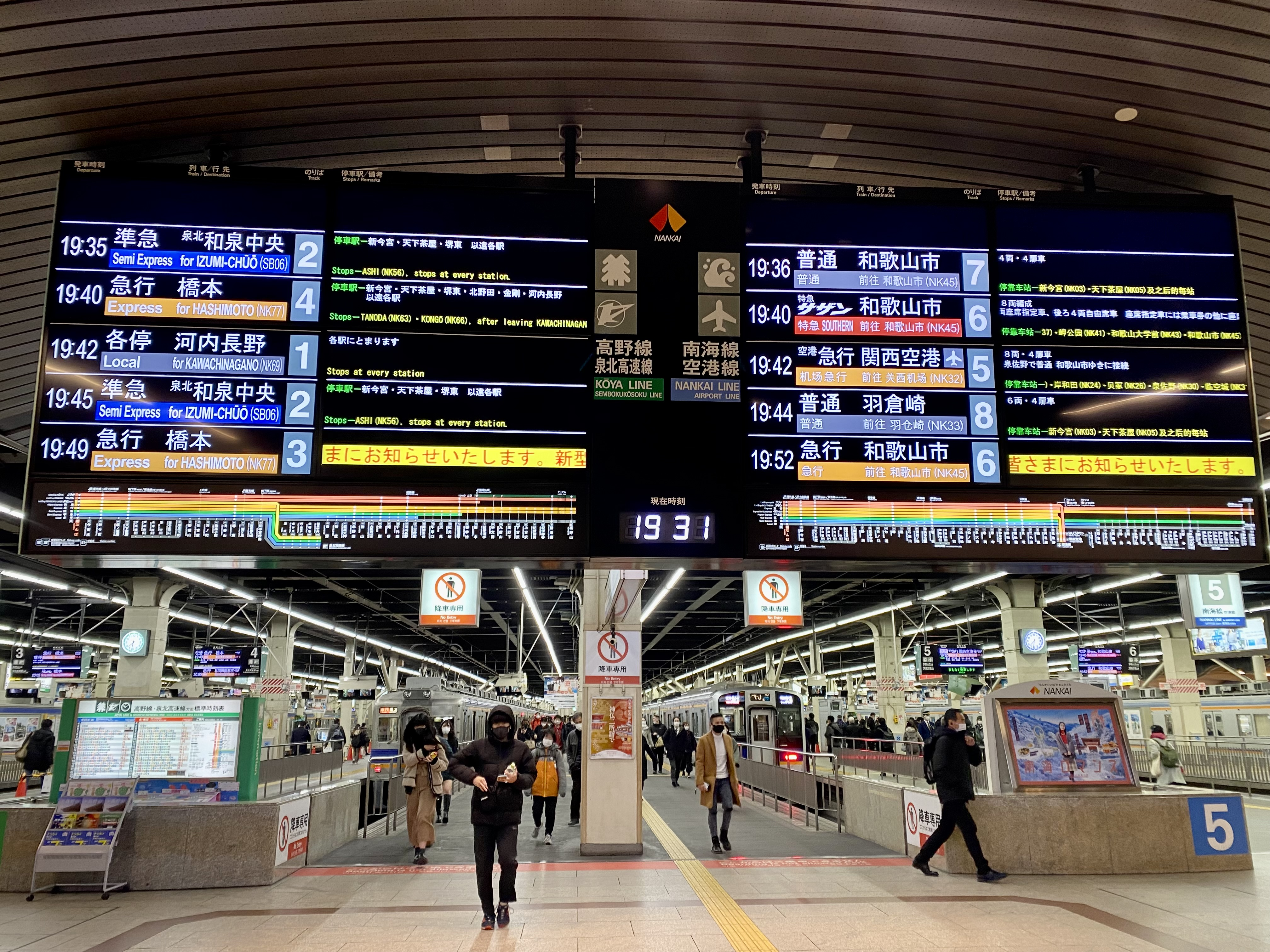
북쪽 개찰구에서 사용되고 있는 행선지 안내기
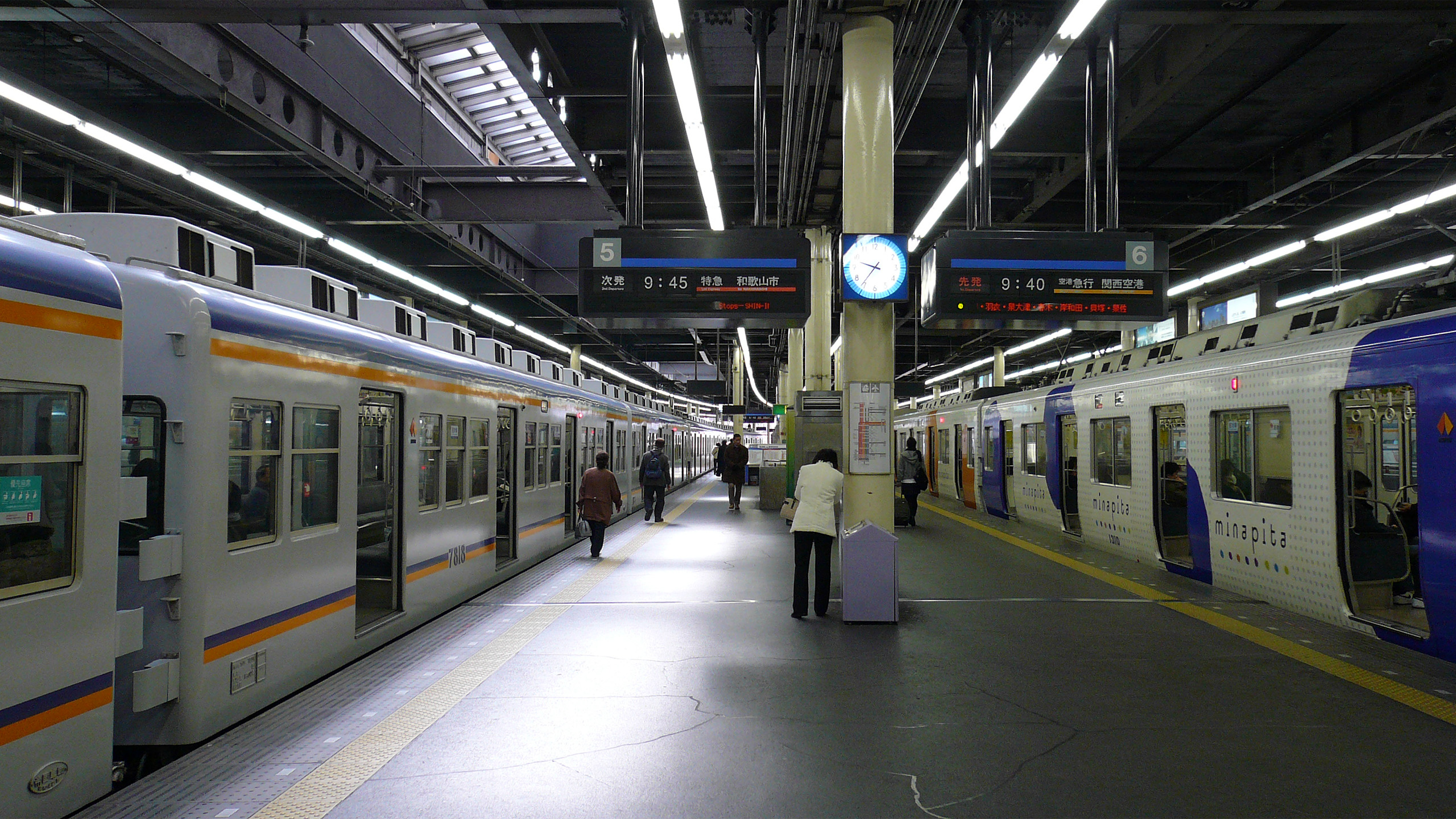
5, 6번 승강장
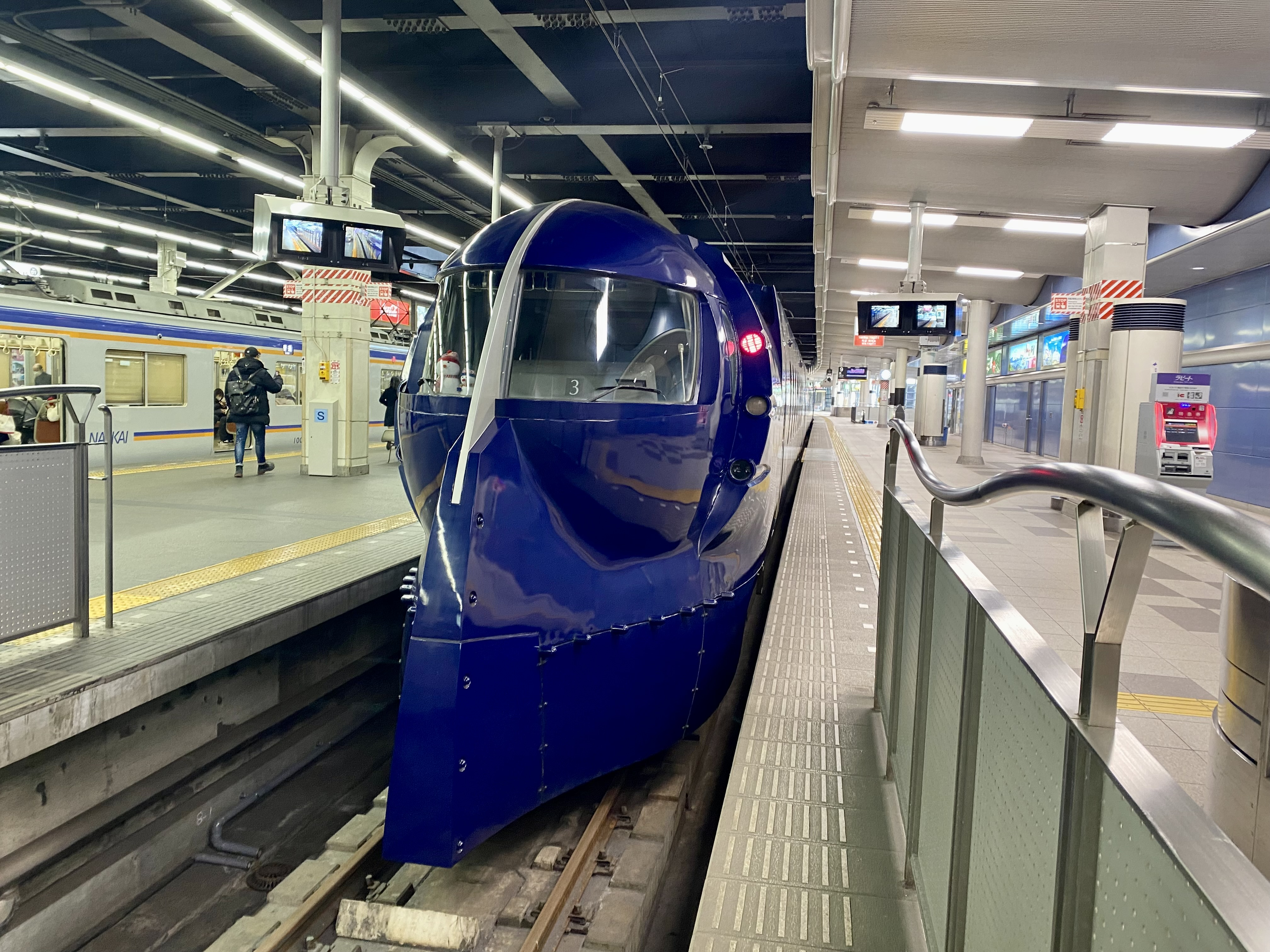
9번 승강장 공항 특급 라피트
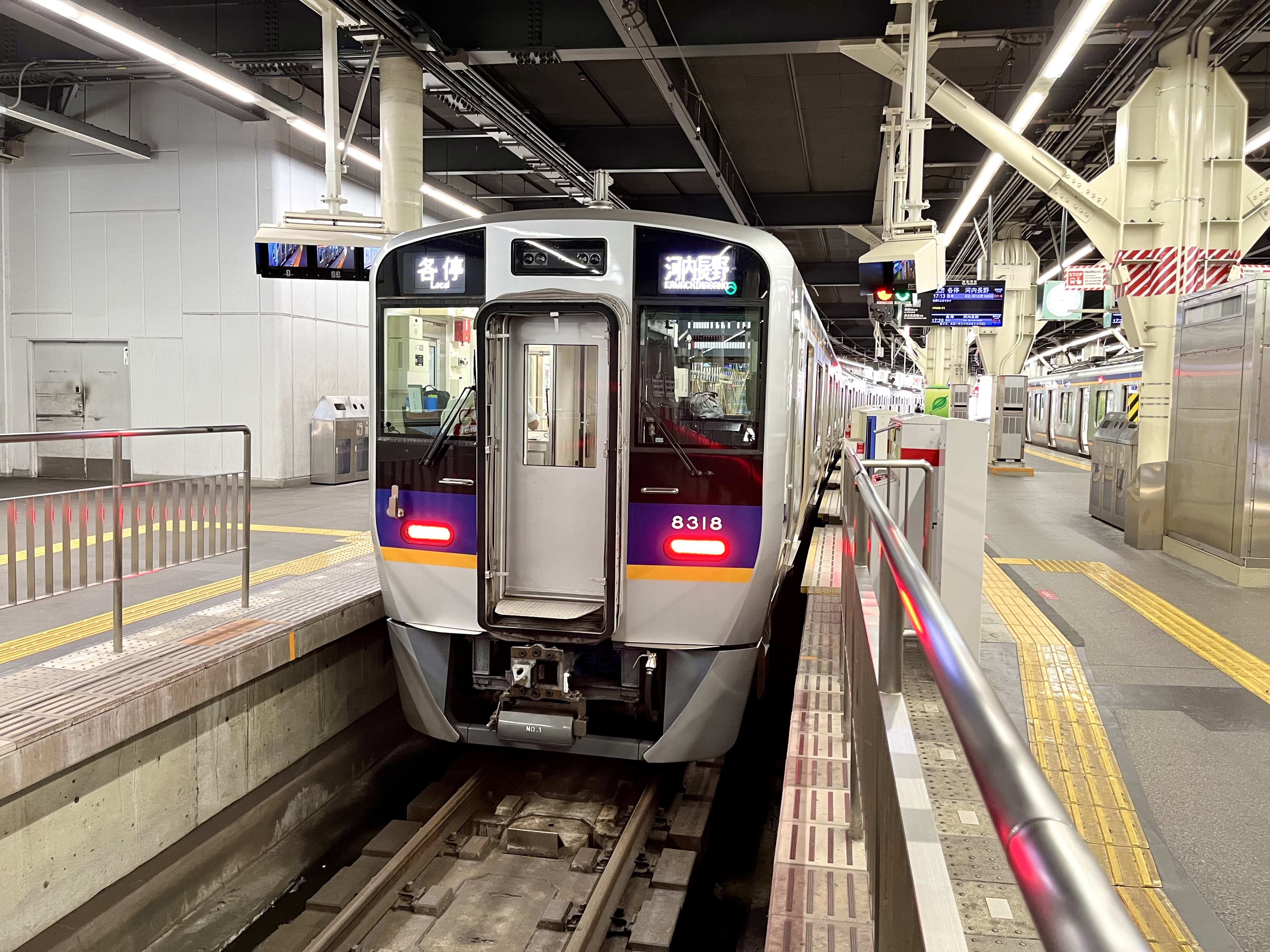
1번 승강장

### 승강장
| 승강장 | 비고(승강장 유효 길이에 기재되지 않은 경우에는 10량 편성 대응)                                                                     | | |
| 고야 선 사카이히가시·가와치나가노·하시모토·고쿠라쿠바시 (강삭선 직결 고야산) 방면 (■센보쿠 고속선) 고묘이케·이즈미추오 방면 승강장 | 고야 선 사카이히가시·가와치나가노·하시모토·고쿠라쿠바시 (강삭선 직결 고야산) 방면 (■센보쿠 고속선) 고묘이케·이즈미추오 방면 승강장 | 고야 선 사카이히가시·가와치나가노·하시모토·고쿠라쿠바시 (강삭선 직결 고야산) 방면 (■센보쿠 고속선) 고묘이케·이즈미추오 방면 승강장 | 고야 선 사카이히가시·가와치나가노·하시모토·고쿠라쿠바시 (강삭선 직결 고야산) 방면 (■센보쿠 고속선) 고묘이케·이즈미추오 방면 승강장 |
| --- | --- | --- | --- |
| 1 | 주로 각역정차(승강장 유효 길이 6량)                                                                                                | | |
| 2 | 주로 센보쿠 고속선 직통 준급행·구간 급행·특급 "센보쿠 라이너" 아침 러시아워 일부 급행, 쾌속급행, 구간급행                          | | |
| 3 | 주로 특급·급행·구간급행·쾌속급행                                                                                                   | | |
| 4 | 주로 특급·급행·구간급행·쾌속급행                                                                                                   | | |
| 난카이 사카이·기시와다·이즈미사노·와카야마시 방면 ( 공항선) 린쿠타운·간사이 공항 방면 승강장                                       | | | |
| 5 | 주로 특급·급행·구간급행·공항급행                                                                                                   | | |
| 6 | 주로 특급·급행·구간급행·공항급행                                                                                                   | | |
| 7 | 주로 보통 열차 | | |
| 8 | 일부의 보통 열차가 발착하지만 대부분은 "라피트" 용 (다만, "라피트"의 승차구는 열지 않는다.)                                        | | |
| 9 | 공항특급 "라피트" / 8번 정류장에 도착하는 열차의 하차용(승강장 유효 길이는 8량)                                                    | | |

- 1번 승강장은 다른 승강장보다 카의 위치가 약 80m 남쪽(고쿠라쿠바시 방향)에 어긋나고 있어 3F 북쪽 개찰구에서는 좀 거리가 있다.
- 5번 승강장의 선로는 건늠선에서 고야 선과 연결되어 있어 난카이 본선과 각 지선(시오미바시 선을 포함)의 열차가 지요다 공장 검사로 인한 입출장하는 경우와 난카이 선 소속 12000계를 고야 선에 대신 출고 기회 및 난카이 선에 반납 회송할 경우 난카이 선 소속 열차를 이용하고 고야 선 방향으로 임시 열차를 운행하는 경우 등에 이용되는 경우가 있다.
- 이마미야에비스 역과 하기노챠야 역은 운행 계통상 고야 선의 각역정차만 정차한다.
- 발차 멜로디는 홀수 번선과 짝수 번선이 다르다.
- 2016년부터는 승차 사인이 변경되어 4도어 차량은 고야 선과 센보쿠선 방면의 "녹", 난카이 본선과 공항선의 "청", "◯", 2도어 차량은 "황"이 "△"로 변경되었다.

- 그림을 클릭하면 확대해서 볼 수 있다.
- 출처
  - 철도 픽토리얼 2008년 8월 임시 증간 "난카이 전기철도"

## 승하차현황
2017년 일평균 승하차 인원은 254,696명(승차 : 129,811명, 하차 : 124,885명)이다. 난카이 전기철도의 역 중 승하차 인원이 가장 많다. 한때 일평균 승하차 인원이 40만명에 달하던 때가 있었으나, 1987년 미도스지 선의 나카모즈 역 연장, 1993년 사카이스지 선의 덴가차야 역 연장, 간사이국제공항 개항 등의 요인으로 현재는 25만명 대로 감소했다.

## 인접역
| 난카이 전기철도 난카이 본선 | 난카이 전기철도 난카이 본선                                           | 난카이 전기철도 난카이 본선                         |
| --------------------------- | --------------------------------------------------------------------- | --------------------------------------------------- |
| 시·종착역                   | ■ 특급, ■ 급행, ■ 공항 급행, ■ 구간 급행, ■ 준급(도착 열차만), ■ 보통 | 신이마미야 NK-03 와카야마시 방면                    |
| 난카이 전기철도 고야 선     |                                                                       |                                                     |
| 시·종착역                   | ■ 특급, ■ 쾌속 급행, ■ 급행, ■ 구간 급행, ■ 준급                      | 신이마미야 NK-03 고쿠라쿠바시・간사이 공항 방면     |
| 시·종착역                   | ■ 각역정차                                                            | 이마미야에비스 NK-02 고쿠라쿠바시・간사이 공항 방면 |

## 사진

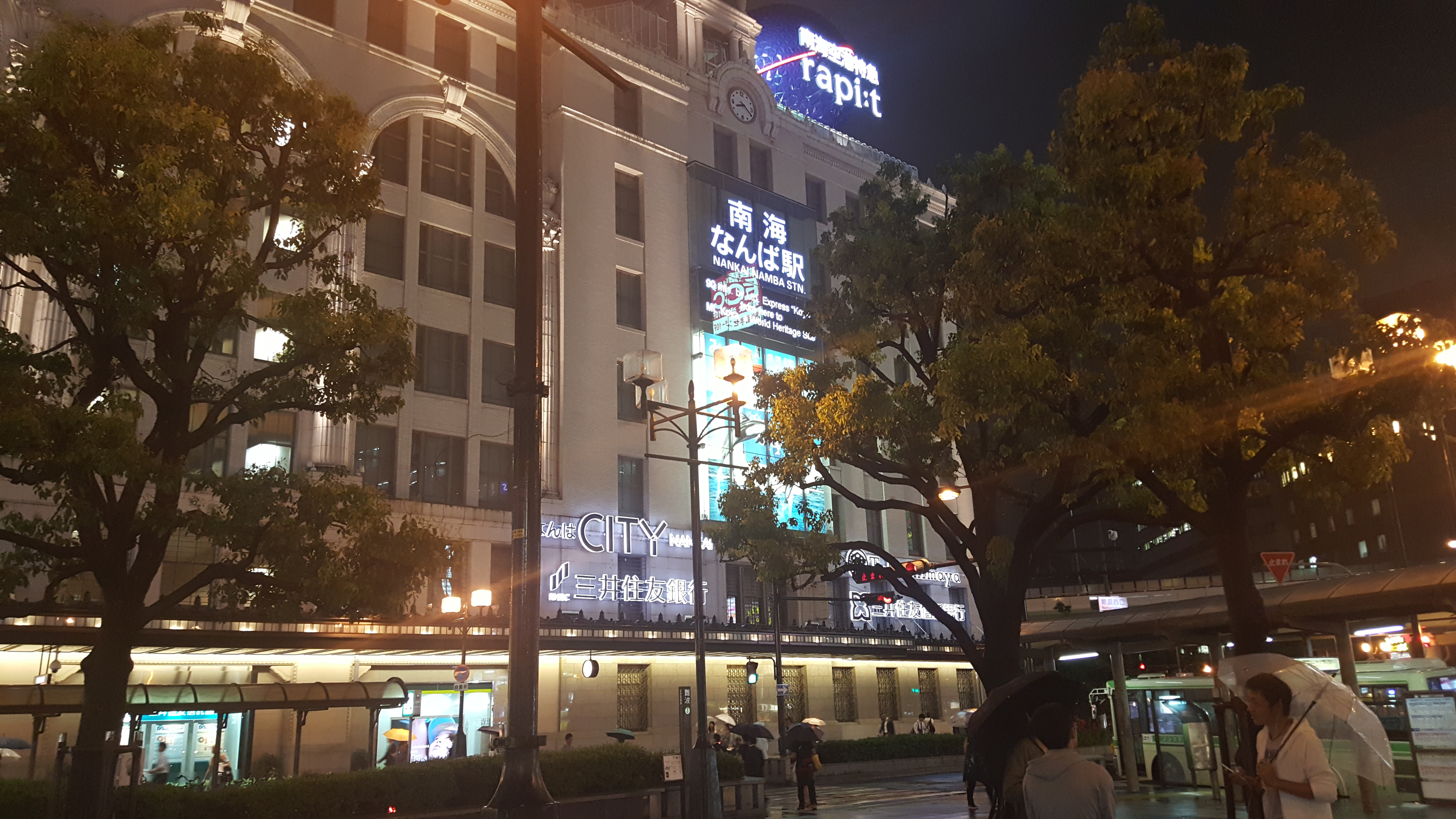
2016년 7월 난카이 난바역의 야경
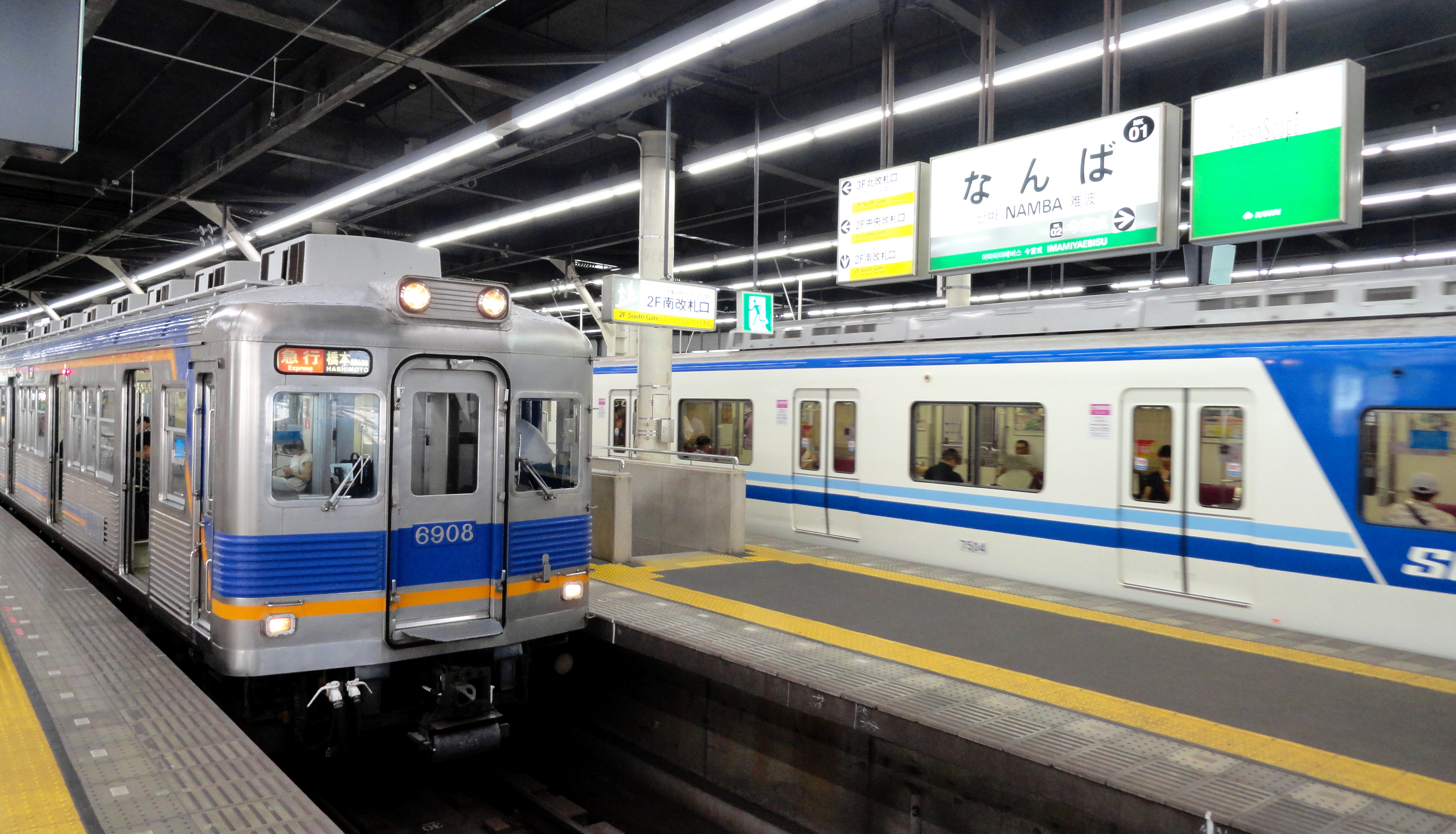
2018년 8월 난카이 난바역의 난카이 6000계 전동차